# Чили на летних Олимпийских играх 2000
Чили принимала участие в Летних Олимпийских играх 2000 года в Сиднее (Австралия) в девятнадцатый раз за свою историю, и завоевала одну бронзовую медаль.

## Медалисты
| Медаль | Спортсмен | Вид спорта | Дисциплина |
| ------ | --- | ---------- | ---------- |
| Бронза | Кристиан Альварес Франсиско Арруэ Пабло Контрерас Хавьер ди Грегорио Себастьян Гонсалес Давид Энрикес Мануэль Ибарра Клаудио Мальдонадо Рейнальдо Навия Родриго Нуньес Рафаэль Оларра Патрисио Ормасабаль Давид Писарро Педро Рейес Маурисио Рохас Нельсон Тапия Родриго Тельо Иван Саморано | Футбол     |            |

## Результаты соревнований

### Академическая гребля
В следующий раунд из каждого заезда проходили несколько лучших экипажей (в зависимости от дисциплины). В финал A выходили 6 сильнейших экипажей, остальные разыгрывали места в утешительных финалах B-D.
Мужчины
| Соревнование | Спортсмены   | Предварительный заезд | Предварительный заезд | Предварительный заезд | Отборочный заезд | Отборочный заезд | Отборочный заезд | Полуфинал     | Полуфинал     | Полуфинал     | Финал   | Финал   | Итоговое место |
| Соревнование | Спортсмены   | Заезд                 | Время                 | Место                 | Заезд            | Время            | Место            | Заезд         | Время         | Место         | Время   | Место   | Итоговое место |
| ------------ | ------------ | --------------------- | --------------------- | --------------------- | ---------------- | ---------------- | ---------------- | ------------- | ------------- | ------------- | ------- | ------- | -------------- |
| одиночки     | Фелипе Леаль | 4                     | 7:39,43               | 5                     | 1                | 7:34,56          | 3                | Полуфинал C/D | Полуфинал C/D | Полуфинал C/D | Финал C | Финал C | 17             |
| одиночки     | Фелипе Леаль | 4                     | 7:39,43               | 5                     | 1                | 7:34,56          | 3                | 2             | 7:28,78       | 3             | 7:44,48 | 6       | 17             |

### Плавание
В следующий раунд на каждой дистанции проходили лучшие спортсмены по времени, независимо от места занятого в своём заплыве.
Мужчины
| Спортсмен          | Соревнование        | Предварительные заплывы | Предварительные заплывы | Полуфиналы | Полуфиналы | Финал     | Финал     |
| Спортсмен          | Соревнование        | Результат               | Место                   | Результат  | Место      | Результат | Место     |
| ------------------ | ------------------- | ----------------------- | ----------------------- | ---------- | ---------- | --------- | --------- |
| Джанкарло Дзолецци | 400 м вольный стиль | 4:01,51                 | 40                      |            |            | Не прошёл | Не прошёл |

### Стрельба
Спортсменов — 1
После квалификации лучшие спортсмены по очкам проходили в финал, где продолжали с очками, набранными в квалификации. В некоторых дисциплинах квалификация не проводилась. Там спортсмены выявляли сильнейшего в один раунд.
Мужчины
| Спортсмен              | Соревнование   | Квалификация | Место | Финал     | Место     | Всего | Место |
| ---------------------- | -------------- | ------------ | ----- | --------- | --------- | ----- | ----- |
| Кристиан Муньос Ортега | Пистолет, 10 м | 559          | 40    | Не прошёл | Не прошёл | 559   | 40    |

### Триатлон
Спортсменов — 1
Триатлон дебютировал в программе летних Олимпийских игр. Соревнования состояли из 3 этапов - плавание (1,5 км), велоспорт (40 км), бег (10 км).
Мужчины
| Спортсмен    | Соревнование      | Плавание | Велоспорт | Бег      | Итоговое время | Место | Отставание |
| ------------ | ----------------- | -------- | --------- | -------- | -------------- | ----- | ---------- |
| Матиас Брейн | личное первенство | 18:56,59 | 58:46,30  | 36:02,01 | 1:53:44,90     | 41    | +05:20,88  |

### Фехтование
Спортсменов — 1
В индивидуальных соревнованиях спортсмены сражаются три раунда по три минуты, либо до того момента, как один из спортсменов нанесёт 15 уколов. В командных соревнованиях поединок идёт 9 раундов по 4 минуты каждый, либо до 45 уколов. Если по окончании времени в поединке зафиксирован ничейный результат, то назначается дополнительная минута до «золотого» укола.
Женщины
| Соревнование         | Спортсмены         | 1/32 финала                         | 1/16 финала           | 1/8 финала            | Четвертьфиналы        | Полуфиналы            | Финал матч за 3-е место | Место |
| Соревнование         | Спортсмены         | Соперник Результат                  | Соперник Результат    | Соперник Результат    | Соперник Результат    | Соперник Результат    | Соперник Результат      | Место |
| -------------------- | ------------------ | ----------------------------------- | --------------------- | --------------------- | --------------------- | --------------------- | ----------------------- | ----- |
| Индивидуальная шпага | Катерин Браво (35) | Юлия Вансовица (LAT) (30) пор. 5:15 | Завершила выступление | Завершила выступление | Завершила выступление | Завершила выступление | Завершила выступление   | 36    |